# Carneodon bidens
Carneodon bidens är en skalbaggsart som beskrevs av Blackburn 1896. Carneodon bidens ingår i släktet Carneodon och familjen Dynastidae. Inga underarter finns listade.